# کیزیر
کیزیر (روسی: Кизир) یک رودخانه در سرزمین کراسنویارسک کشور روسیه است.